# الکانینا
شهر الکانینا (به پرتغالی: Alcanena Municipality) یک سکونتگاه مسکونی در پرتغال است که در ناحیه سانتاری واقع شده‌است.

## خصوصیات
شهر الکانینا ۱۲۷٫۳ کیلومترمربع مساحت و ۱۴٬۷۶۳ نفر جمعیت دارد.